# Palace Hotell Tallinn
Palace Hotell Tallinn, до 2014 года Scandic Palace (первоначальное название отель Palace (эст. Palace Hotell) — гостиница в Таллине, находится на Площади Свободы в 700 метрах от пластины с нулевой отметкой расстояний на Ратушной площади, по адресу площадь Вабадузе, 3 (эст. Vabaduse väljak, 3).

## История
Строительство гостиницы Palace продолжалось два года, и она была торжественно открыта 16 января 1937 года. Над проектом работал архитектор Эльмар Лохк. Гостиница Palace стала первым зданием в городе, специально построенным под гостиницу, и на тот момент времени она была самой роскошной гостиницей Таллина в отношении расположения, архитектуры, внутреннего убранства и обслуживания и самой современной. Таким образом, она стала новой вехой в гостиничном деле межвоенной Эстонии.

### Советский период
С наступлением в Эстонии советских времён гостиницу национализировали, и отель «Палас» продолжил свою деятельность уже в качестве типичной советской гостиницы, сохраняя, однако, в первое время налёт элитарности. В 1959 году к гостинице пристроили крыло со стороны Пярнуского шоссе, фасад которой точно копировал решение фасада гостиницы. В период перестройки и либерализации экономической деятельности в 1988 году было создано одно из первых советских совместных предприятий не только в Эстонии, но и во всём Советском Союзе — Finest Hotel Group. Гостиницу основательно реконструировали и довели до европейского стандарта, как в отношении обстановки, так и в отношении обслуживания. Обновлённую гостиницу открыли Председатель Совета Министров ЭССР Индрек Тооме и министр торговли и промышленности Финляндии Илькка Суоминен (фин. Ilkka Suominen).

### После восстановления независимости
В 1997 году открыли президентский свит. В 1999 году Palace вместе с другими гостиницами Finest Hotel Group объединился с самой крупной гостиничной сетью Скандинавии Scandic и с тех пор носил имя Scandic Palace. Гостями гостиницы были королевская чета Норвегии, Мик Джаггер из The Rolling Stones, Патриарх Алексий II, певица Алла Пугачёва, Брайан Адамс и многие другие знаменитости.
В феврале 2013 года гостиница была продана фирме Eften SPV 11 OÜ со сменой названия в апреле 2013 года: она снова стала называться «Palace» (Palace Hotell Tallinn).
Здание отеля внесено в Государственный регистр памятников культуры Эстонии как .